# Manfred Tripps
Manfred Tripps (* 9. September 1925 in Böckingen; † 7. November 2010) war ein deutscher Kunsthistoriker und Lokalpolitiker.
Nach Kriegsdienst und Kriegsgefangenschaft beendete er sein Abitur und absolvierte verschiedene Praktika als Keramiker, Buchbinder, Drechsler und Schreiner, um sich auf ein Kunsterzieherstudium vorzubereiten. Statt des Studiums durchlief er dann zunächst eine Handwerkslehre und eine Meisterprüfung, bevor er Kunstgeschichte, Archäologie, Germanistik, Wirtschaftsgeschichte und Soziologie an der Universität Heidelberg studierte, wo er mit der Auszeichnung magna cum laude zum Dr. phil. promoviert wurde. Von 1967 bis 1968 war er Direktor der Werkkunstschule Mannheim, danach bis 1971 Direktor der Museen der Stadt Düren. 1971 ereilte ihn der Ruf an die Pädagogische Hochschule Ludwigsburg, wo er von 1972 an Mitglied verschiedener Gremien war. Er war außerdem Mitglied des ICOM und des Verbandes Deutscher Kunsthistoriker sowie der Landesfachschaft Werkerziehung/Technik Baden-Württemberg. Er wurde mit dem Certificate of Merit (Cambridge und Oxford) sowie der Silbernen Medaille der Republik Italien für hohe Verdienste um die Pflege der italienischen Kunst und Kultur im Ausland ausgezeichnet. Unter seinen Buchveröffentlichungen wurde seine Künstlermonografie zu Hans Multscher international ausgezeichnet. Von 1980 bis 1989 gehörte er für die CDU dem Heilbronner Gemeinderat an, ab 1984 als Vorsitzender des CDU-Ortsverbands Böckingen. 1985 wurde er mit der Ehrennadel des Landes Baden-Württemberg ausgezeichnet.
Sein Sohn ist der Kunsthistoriker und Hochschullehrer Johannes Tripps.

## Veröffentlichungen (Auswahl)
- Hans Multscher. Seine Ulmer Schaffenszeit 1427–1467 (= Forschungen zur Geschichte der Stadt Ulm. Band 8). Weißenhorn 1969.
- Konrad Rötlin – der Rottweiler Bildhauer Kaiser Maximilians? Kunsthistorische Probleme in neuer Sicht; zu den Forschungen von Heinrich Adrion. In: Baden-Württemberg. Band 7, 1971, S. 2–7.
- Spätgotisches gemaltes Glas in St. Kilian zu Heilbronn. In: Jahrbuch für schwäbisch-fränkische Geschichte. Band 28, 1976, S. 151–167.
- Hans Multschers Frankfurter Gnadenstuhl. Ehemaliges Herzstück einer „Vierge Ouvrante“? In: Zeitschrift für Württembergische Landesgeschichte. Band 58, 1999, S. 99–111.